# Jorge Manuel Díaz
Jorge Manuel Díaz (Real Sayana, 8 de junio de 1966) es un exfutbolista y entrenador argentino. Actualmente se encuentra dirigiendo Divisiones inferiores en el Club Atlético Rosario Central.

## Trayectoria

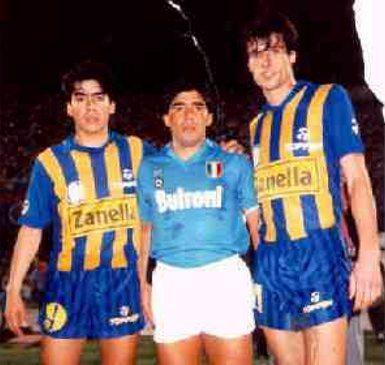
Jorge Díaz acompañado por Diego Maradona y Hugo Galloni, en ocasión de un encuentro amistoso entre Rosario Central y Nápoli.

### Como jugador
Era un volante de gran trayectoria, con gran capacidad y habilidad para quitarse rivales, muy rápido y con buena visión en el ataque y además de pases precisos a los delanteros.
Debuta en la máxima categoría del fútbol de nuestro país en el club Rosario Central en el año 1987 de la mano de Ángel Tulio Zof, desde ese momento y durante un período de 14 años consecutivos juega en la 1.ª división del fútbol en 11 clubes de seis países.
Posteriormente fue vendido al extranjero a SK Sturm Graz de Austria jugó 25 partidos en la y marcó 6 goles. Luego es transferido al SKN St. Pölten también de la Bundesliga de Austria jugó solo 6 partidos y anotó 2 goles.
Luego de su paso por Austria vuelve a su país a Racing Club. Más tarde, en el año 1992, fichó para Millonarios de Colombia.
En el año 1993, Díaz fue vendido a los Tiburones Rojos de Veracruz de México en 800 mil dólares. De allí pasó al O'Higgins de Chile donde consiguió el subcampeonato de la  Copa Chile 1994 tuvo grandes actuaciones, se ganó el cariño de la afición celeste, incluso marcó el mejor gol del año a Rangers de Talca en el fútbol chileno el mismo año. Luego pasó Deportes Temuco, y Deportes Puerto Montt en el año 1998 va a Venezuela para jugar en Deportivo Táchira y logra el Torneo Apertura de 1998.
Finalmente volvió a Chile esta vez a Coquimbo Unido y a posterior el año 2001 se retira en O'Higgins club que le tiene mucho cariño y en donde vivió sus mejores actuaciones y vivencias como jugador de fútbol profesional.

### Como entrenador
Comenzó como entrenador el año 2002 en la sexta división de Rosarina convocado por César Luis Menotti. En 2003 es campeón de la sexta división del fútbol rosarino con el mismo Rosario Central, en el año 2005 también se coronó campeón con la reserva canalla. En 2006 parte a Chile y dirige a Coquimbo Unido en la Primera División de Chile debido a los malos resultados en su conducción fue despedido. En 2008 toma a Argentino de Rosario y lo saca campeón de la Primera C. A posterior vuelve nuevamente a Rosario Central y logra el campeonato de 4.ª División de la AFA.

## Clubes

### Como futbolista
| Club                  | País      | Año       |
| --------------------- | --------- | --------- |
| Rosario Central       | Argentina | 1987-1988 |
| SK Sturm Graz         | Austria   | 1989      |
| SKN St. Pölten        | Austria   | 1990      |
| Racing Club           | Argentina | 1991      |
| Millonarios           | Colombia  | 1992      |
| Veracruz              | México    | 1993      |
| O'Higgins             | Chile     | 1994-1995 |
| Deportes Temuco       | Chile     | 1996      |
| Deportes Puerto Montt | Chile     | 1997      |
| Deportivo Táchira     | Venezuela | 1998      |
| Coquimbo Unido        | Chile     | 1999-2000 |
| O'Higgins             | Chile     | 2001      |

### Como entrenador
| Club                 | País      | Año  |
| -------------------- | --------- | ---- |
| Coquimbo Unido       | Chile     | 2006 |
| Argentino de Rosario | Argentina | 2009 |

## Palmarés

### Como jugador

#### Campeonatos nacionales
| Título           | Club              | País      | Año     |
| ---------------- | ----------------- | --------- | ------- |
| Primera División | Rosario Central   | Argentina | 1986/87 |
| Torneo Apertura  | Deportivo Táchira | Venezuela | 1998    |

### Distinciones individuales
| Distinción        | Año  |
| ----------------- | ---- |
| Mejor gol del año | 1994 |